# The Impalas
The Impalas furono un gruppo musicale doo-wop interrazziale statunitense nato nel 1958 a Brooklyn, New York.

## Storia
Il gruppo si formò nel 1958 a Brooklyn di New York, ed era composto dal cantante Joe "Speedo" Frazier (5 settembre 1943 - 1 aprile 2014), Richard Wagner, Lenny Renda e Tony Carlucci. Erano un gruppo interrazziale di cui Frazier era l'unico membro nero.
Hanno registrato per la Hamilton Records e sono stati trovati dai cantautori Artie Zwirn e Aristides "Gino" Giosasi, che hanno scritto la canzone "Sorry (I Ran All the Way Home)". Nel 1959 il disc jockey Alan Freed ascoltò il gruppo, aggiunse il suo nome come autore della canzone e ottenne loro un contratto con la Cub, etichetta sussidiaria della MGM Records. Negli Stati Uniti, il disco raggiunse il numero 2 nella Billboard Hot 100 e il numero 14 nella classifica R&B. Fuori dagli Stati Uniti, "Sorry (I Ran All the Way Home)" ha raggiunto la posizione numero 28 nella UK Singles Chart. La canzone ha venduto oltre un milione di copie, guadagnandosi lo status di disco d'oro The song sold over one million copies, earning gold disc status..
Il gruppo registrò brani successivi tra cui "'Bye Everybody", "Oh What A Fool", un album per la Cub intitolato  Sorry (I Ran All The Way Home) (1959) e un ulteriore singolo per l'etichetta 20th Century prima di sciogliersi nel 1961. Frazier continuò a cantare con Love's Own nel 1973, e nel 1980 resuscitarono gli Impala come gruppo itinerante.
Joe "Speedo" Frazier è morto il 1 aprile 2014, all'età di 70 anni.